# Kafkabrigade
De Kafkabrigade is een onafhankelijke non profit onderzoeksinstelling, die in 2004 is opgericht om overbodige en disfunctionele bureaucratie op te sporen en aan te pakken. De organisatie heeft kantoren in Delft, Cambridge (USA), Boedapest, in Australië, Noord-Ierland en Wales.
De organisatie probeert te ontdekken hoe het komt dat organisaties soms uit het oog verliezen waarvoor ze zijn opgericht en hoe het kan dat de optelsom van goedbedoelde acties toch uitpakt op een manier die niemand heeft gewild. Daarna wordt er niet alleen verslag uitgebracht aan de opdrachtgever, maar worden betrokkenen gemobiliseerd om er ook echt iets aan te doen.
Op Nederlands landelijk niveau wordt de Kafkabrigade gebruikt om een peil te trekken op bureaucratiebestrijding en diverse ministeries besteden dan ook onderzoek aan de brigade uit. Zo heeft bijvoorbeeld het ministerie van Onderwijs, Cultuur en Wetenschap onderzoek laten doen naar de veelal aanwezige negatieve invloeden van overmatige bureaucratie.. 
Naast opdrachtgevers als overheden kunnen ook burgers, die problemen met bureaucratie ervaren, de organisatie vragen een onderzoek te starten. 

## Naam oorsprong
De naam Kafka komt van Franz Kafka, de invloedrijke Duitstalige auteur wiens werken gekenmerkt werden door maatschappijen waarin bureaucratie en onpersoonlijkheid steeds meer greep kregen op het individu.